# Filigran

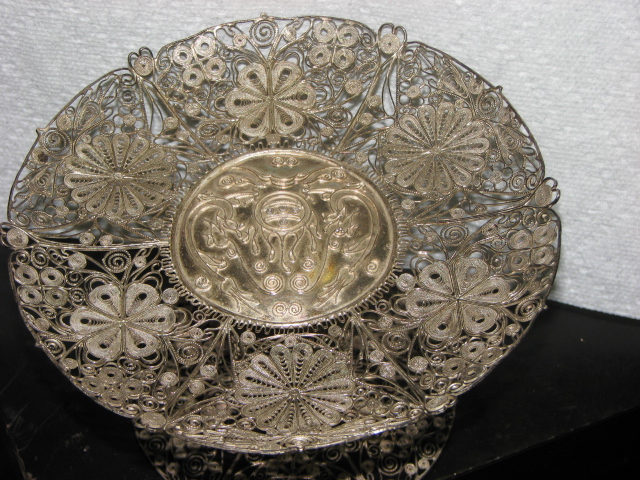
Tallrik utförd med filigranteknik.

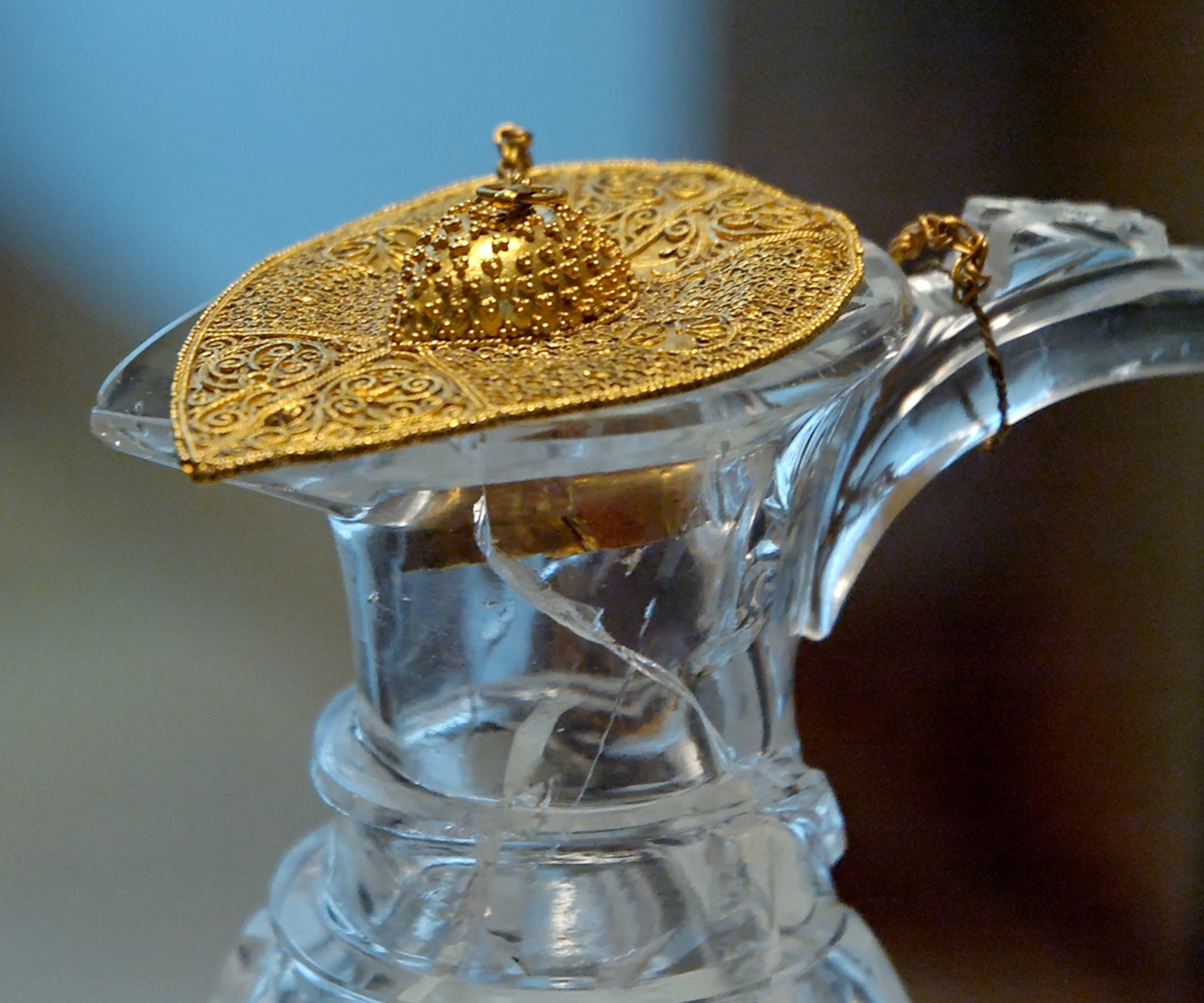
Handkanna med filigranteknik.

Filigran (av latinets filum, "tråd", och granum "korn") avser smycke gjort av mycket fina trådar och små kulor, vanligen av guld eller silver, som hoplöds och fästes antingen på ett underlag eller en ram.
Filigranarbeten används bland annat till smycken och har förekommit sedan antiken, framförallt inom folkkonsten.
I vidsträckt betydelse betecknar filigran en skuren utsmyckning i större skala som ger ett liknande intryck av intrikat sprödhet.

## Filigranologi
Filigranologi, läran om vattenmärken, anger en teknik som beror av att guld- eller silvertrådsarbeten förr användes för att göra mönster (vattenmärken) i papper. Vetenskapen ifråga används bland annat för att tidsbestämma historiska dokument.